# Неходівка
Неходівка — колишнє село в Україні, в Глобинському районі Полтавської області, яке знаходилось біля села Кирияківка.
Зняте з обліку в період з 1972 по 1978 рік в зв’язку з переселенням жителів. Колишня територія належить Броварківській сільській раді.